# Африка (албум)
Африка је макси сингл хрватског композитора, текстописца и музичара Дина Дворника, објављен 1995.
Издаје га Кроација рекордс, садржи пет нумера, а њихов продуцент је Дино Дворник.

## Позадина
Почетком 1990-их, због тадашњег рата и притиска који је осећао, Дино Дворник је пао у депресију, која је резултирала тешком зависношћу од дроге. У својој борби за здравље, Дино је 1995. године снимио макси сингл Африка који садржи песме „Африка“ и „Жиголо“. За композиције је провео преко 200 сати рада у студију.
Композиција „Ништа контра Сплита”, Ненада Виловића, коју је Дино извео на „Сплитском фестивалу” и освојио прво место, а композиција је постала незванична химна Сплита.

## Албум
„Африка“ је замишљена само као инструментал, није требало да има текст. На наговор Кроација Рекордс-а, Дино је снимио и песму са текстом, јер су му рекли да инструментал неће бити хит, што се показало и тачно. Макси сингл је одмах по изласку потиснуо домаћу музику и наметнуо нови ритам и продукцију. Африка је био најпродаванији албум и проглашен је за највећи сингл године. Спот за песму "Африка" је први хрватски видео виртуелне стварности. Глобално популарне медијске куће које су се у то време базирале искључиво на квалитетној и новој музици, попут МТВ-а и немачке ВИВА, скоро свакодневно су пуштале спот „Африка“. У том тренутку стаје раме уз раме са разним музичким великанима тог времена.

## Списак песама
| №  | Назив                 | Трајање |  |
| 1. | Африка (radio mix)    | 4:25    |  |
| 2. | Африка (club mix)     | 5:55    |  |
| 3. | Африка (инструментал) | 5:57    |  |
| 4. | Жиголо (radio mix)    | 4:24    |  |
| 5. | Жиголо (club mix)     | 5:47    |  |

## Награде
Дино Дворник је 1996. године добио престижну хрватску дискографску награду Порин у категоријама хит године и најбољи аранжман за композицију "Африка". „Африка“ је номинована и у категоријама најбољи видео број и најбоља мушка вокална изведба.

## Извођачи и продукција
- Продуцент - Дино Дворник
- Копродуцент и мајстор звука - Даворин Илић
- Снимано у студију - Студио "ЈМ", Загреб